# Angelo Venturoli

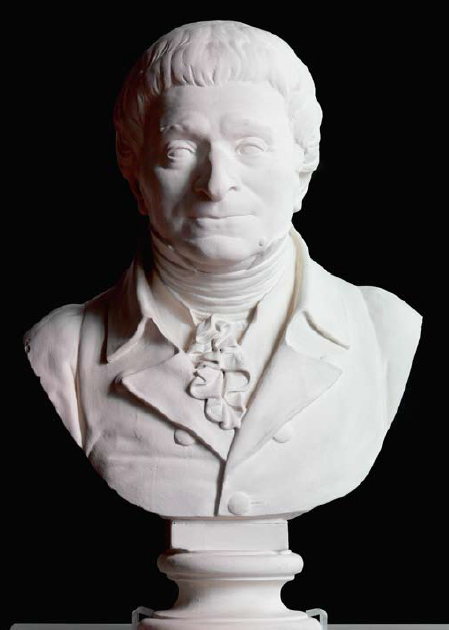
Giacomo De Maria, Ritratto di Angelo Venturoli, copia moderna da modello del XIX secolo. Medicina (Bo), Museo Civico.

Angelo Venturoli (Medicina, 8 gennaio 1749 – Bologna, 7 marzo 1821) è stato un architetto italiano.

## Biografia
Angelo Venturoli è nato in una famiglia umile: in seguito alla morte del padre viene accolto a Bologna da un parente della madre D. Luigi Dardani, il quale ha la possibilità di far studiare i due figli maschi. Angelo mostra una precoce attenzione per le Belle Arti, in particolare un vivo interesse per l'architettura. La sua prima formazione è avvenuta nell'ambito dell'Accademia Clementina bolognese quale allievo di Petronio Fancelli ed è proseguita nel Veneto trasferitosi a Venezia presso il Cardinale Giovanni Cornaro Veneziano, per riedificarne la villa a Castelfranco nei pressi di Treviso. In questa occasione Venturoli ha conosciuto direttamente l'architettura di Andrea Palladio, Jacopo Sansovino e Vincenzo Scamozzi che diventano la base del suo gusto classicista per tutta la carriera artistica. Rientrato a Bologna ha insegnato all'Accademia Clementina (poi Accademia di Belle Arti), svolgendo parallelamente l'attività di architetto per committenze ecclesiastiche, nobiliari e borghesi. Fu un progettista capace di risolvere le più diverse commissioni da monumenti celebrativi a edifici industriali passando per arredi, progetti di ville, palazzi e residenze di rappresentanza.
Si segnalano Palazzo Hercolani di Bologna, Villa  il ‘Roccolo’ per il senatore Luigi Ratta a Vedrana di Budrio (dal 1780) e la Villa Malvezzi Campeggi a Bagnarola di Budrio (Bo) definita dai contemporanei la "Versailles di Bologna".
Angelo Venturoli ha conservato utili relazioni con personaggi influenti anche negli anni fra il 1796 e il 1815, fra l'arrivo delle truppe francesi e la restaurazione dello Stato Pontificio, durante l'alternanza di opposti governi e regimi, atteggiamento che gli ha consentito di non rimanere mai inattivo. Nel corso della sua lunga carriera ha svolto il ruolo di protagonista dell'architettura neoclassica bolognese, coinvolgendo nei suoi cantieri numerosi artisti e artigiani locali.
Il 20 maggio 1820, a poco meno di un anno dalla morte, ha nominato il marchese Antonio Bolognini Amorini, il conte Luigi Salina e il signor Carlo Savini amministratori ed esecutori testamentari; il 7 maggio 1821 Angelo Venturoli muore e viene seppellito al Cimitero monumentale della Certosa di Bologna; nel 1825 gli amministratori testamentari, secondo il volere e grazie ad un lascito dello stesso Venturoli fondarono il Collegio Venturoli ora Fondazione Collegio Artistico Angelo Venturoli. Lo scultore Giacomo De Maria venne nominato primo direttore degli studi del Collegio. Il marchese Antonio Bolognini Amorini ha scritto una significativa biografia del Venturoli, pubblicata nel 1827.

## Stile
"Può asserirsi che imitasse ingegnosamente il Palladio nella vaghezza delle invenzioni, nella sceltezza delle modonature, ricomponendole con molto studio, senza ricopiarle servilmente, adattandosi alle circostanze ed ai casi diversi. ... Fece sempre di una bella e regolata proporzione le porte, e le finestre, ragguagliando la grandezza loro a quella degli atri, delle sale e delle stanze, ove sono, e proporzionando giustamente i loro ornati ai vani delle medesime. Amante come egli era dell'aurea semplicità, e della purgata sobrietà fece li sopra ornati diritti, senza risalti, non rotti, non accartocciati i frontoni, non caricò di soverchie membrature le cornici, né di ornamenti, ed era solito dire che conviene usare molta accortezza nello formare le sagome dé corniciamenti, sapendole adattare alle situazioni ed al carattere degli edifici". (Dall'elogio funebre di Antonio Bolognini Amorini)

## Angelo Venturoli e la Certosa di Bologna
La Certosa di Bologna, conserva importanti opere di Venturoli come progettista: Cella Hercolani, Monumento a Maria Barbieri Mattioli, Monumento di Giovanni Marchetti, Monumento Ottani (già Baldi-Comi) e il Progetto per stele sepolcrale per la Sala delle Tombe sono le più rappresentative.

## Progetti più importanti
1777 Villa per Gaetano Muratori a Calcara di Crespellano 
1780 Villa Il Roccolo per il Senatore Luigi Ratta a Vedrana di Budrio - Bologna
- 1786 Monumento al Duca di Curlandia - Bologna, Accademia di Belle Arti
- 1793 Palazzo Hercolani - Bologna, Strada Maggiore
- 1793 Campanile di Renazzo, Cento (Fe)
- 1793 Villa Modoni, Medicina (Bo)
- 1804-1812 Villa Malvezzi Campeggi - Bagnarola di Budrio (Bo)
- 1809 Adeguamento del Palazzo Salina Amorini Bolognini - Bologna, via Santo Stefano
- 1809 Ristrutturazione del casino del conte Nicolò Fava Ghisilieri a Ceretolo (Bo)
- 1815-1816 Monumento Baldi Comi e Sala della Pietà - Bologna, Cimitero monumentale della Certosa di Bologna
- 1816 Sala delle Tombe - Bologna, Cimitero monumentale della Certosa di Bologna
- 1819 Chiesa di San Martino in Pedriolo, San Martino in Pedriolo (Bo)
- 1820 (circa) rifacimento del complesso della Gabella Nuova (Bologna)[8]